# فابیو آرتیکو
فابیو آرتیکو (انگلیسی: Fabio Artico؛ زادهٔ ۹ دسامبر ۱۹۷۳) بازیکن فوتبال اهل ایتالیا است.
از باشگاه‌هایی که در آن بازی کرده است می‌توان به باشگاه فوتبال رجینا، باشگاه فوتبال ترنانا، باشگاه فوتبال آلساندریا، باشگاه فوتبال مسینا، باشگاه فوتبال یوونتوس، باشگاه فوتبال ارورا پرو پاتریا ۱۹۱۹، باشگاه فوتبال پیاچنزا، باشگاه فوتبال دلفینو پسکارا، باشگاه فوتبال امپولی، باشگاه فوتبال پرو ورچلی، و باشگاه فوتبال اسپال اشاره کرد.